# Auf den Trümmern des Paradieses
Auf den Trümmern des Paradieses ist ein deutscher Stummfilm von Josef Stein aus dem Jahr 1920. Er basiert auf dem Kapitel Der Überfall aus dem Roman Von Bagdad nach Stambul von Karl May. Seine Uraufführung erfolgte am 7. Oktober 1920 in den Kammer-Lichtspielen in Dresden.

## Handlung
Kara Ben Nemsi eilt einer von Kurden überfallenen persischen Reisegesellschaft zu Hilfe. Dies ist die äußerliche Rahmenhandlung, die von einem der Geretteten erzählt wird. Damit verwoben ist ein Traum, den Kara Ben Nemsi hat. Darin lässt Marah Durimeh ihn durch einen mystischen Kristall in die Anfangszeit der moslemischen Religion zurückblicken.